# Aspidoscelis lineattissimus
Aspidoscelis lineattissimus (багатосмугий батогохвіст) — вид ящірок родини теїдових (Teiidae). Ендемік Мексики.

## Підвиди
Виділяють чотири підвиди:
- Aspidoscelis lineattissima duodecemlineatus (Lewis, 1956);
- Aspidoscelis lineattissima exoristus (Duellman & Wellman, 1960);
- Aspidoscelis lineattissima lineattissimus (Cope, 1878);
- Aspidoscelis lineattissima lividis (Duellman & Wellman, 1960).

## Поширення і екологія
Багатосмугі батогохвости поширені на тихоокеанській прибережній рівнині, в долині Ріо-Гранде-де-Сантьяго і далі на схід до басейна Бальсаса на півночі Герреро. Вони живуть в чагарникових лісах, в галерейних лісах та в сухих напівлистяних лісах, на висоті до 1000 м над рівнем моря. Віддають перевагу більш густим, тінистим лісам, ніж інші представники роду.